# Ngọc nữ thơm
Ngọc nữ thơm hay mò trắng, vậy trắng, bấn trắng (danh pháp Clerodendrum chinense) là một loài thực vật có hoa trong họ Hoa môi. Loài này được (Osbeck) Mabb. mô tả khoa học đầu tiên năm 1989.

## Hình ảnh

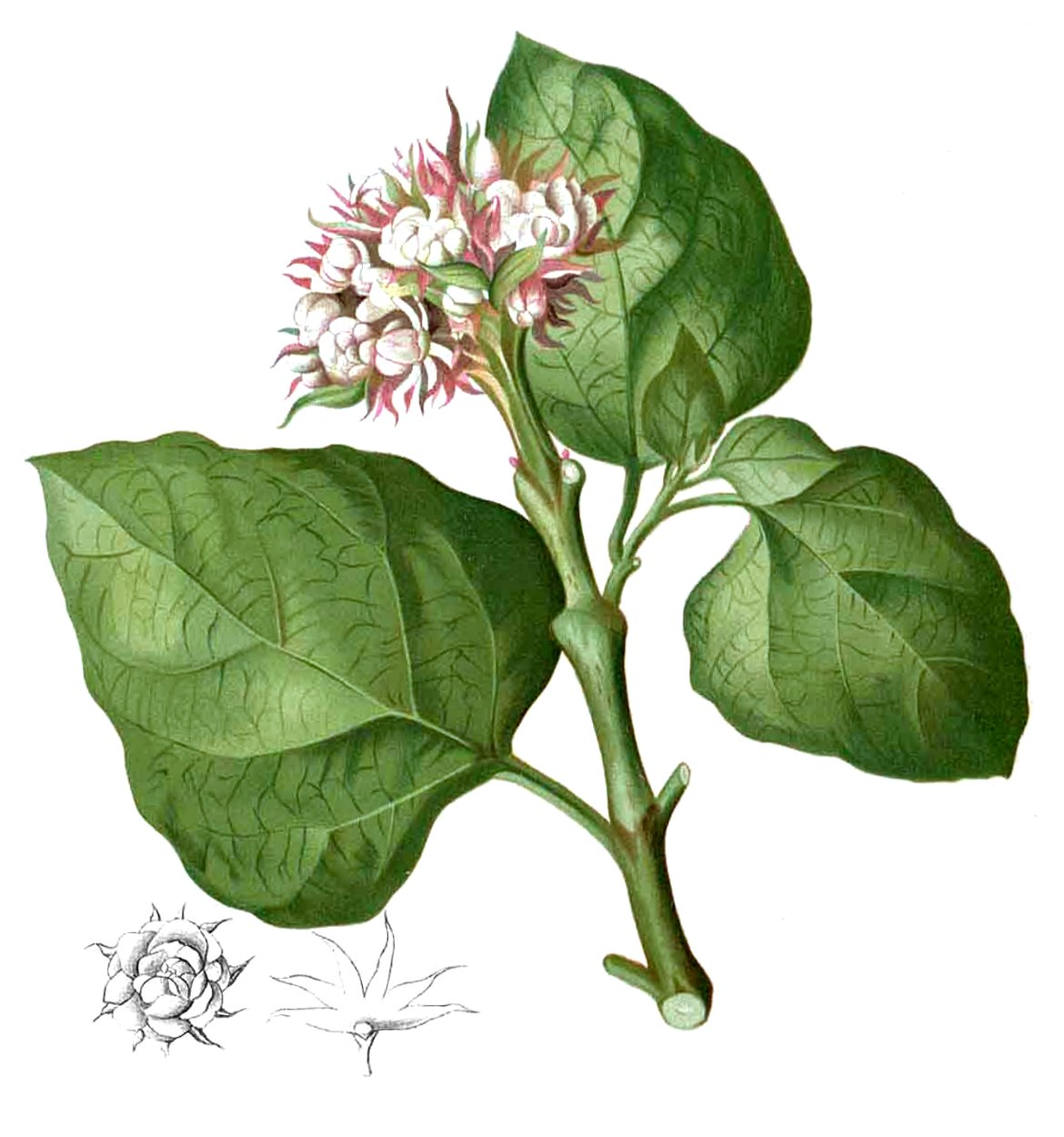
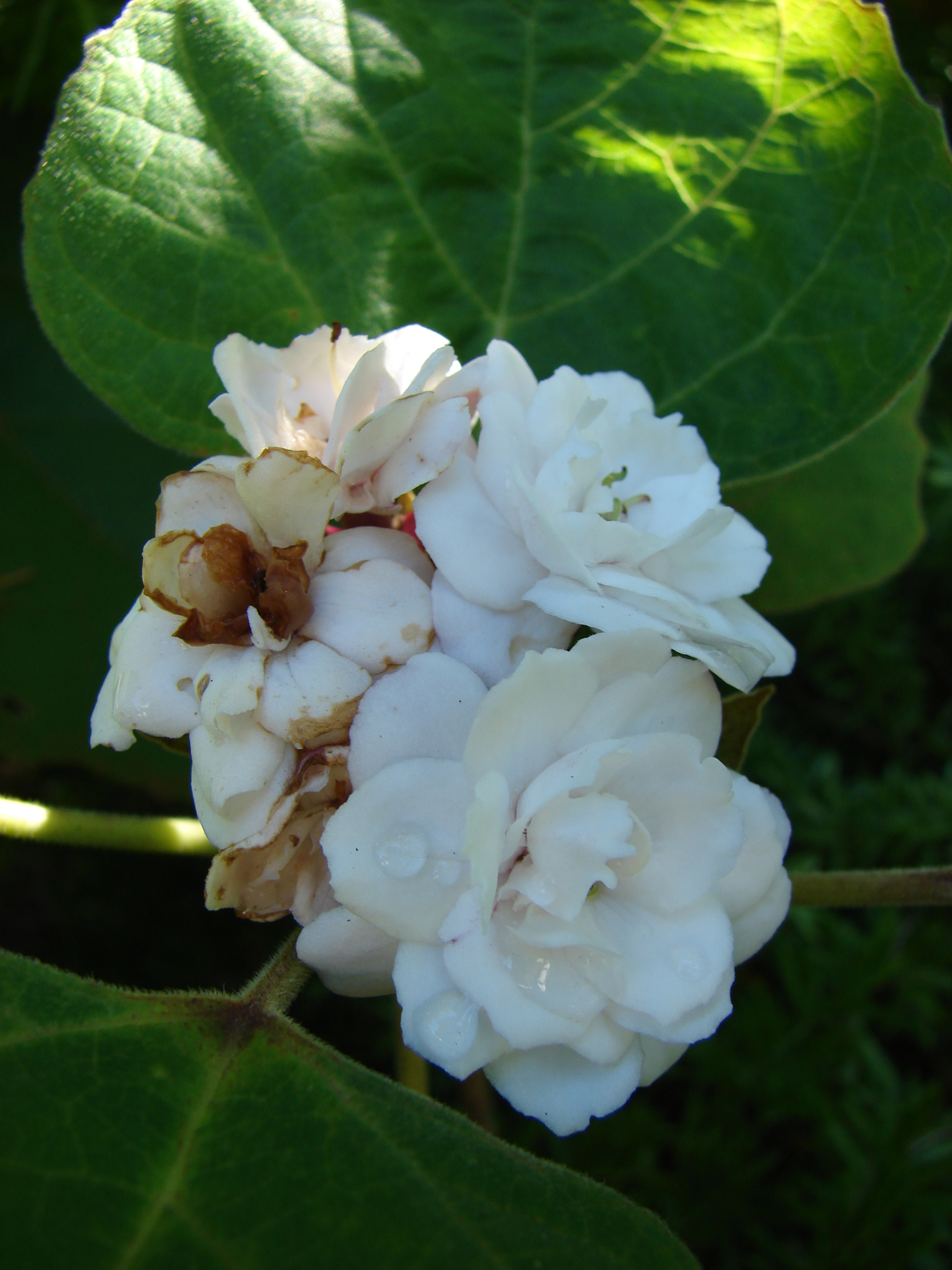
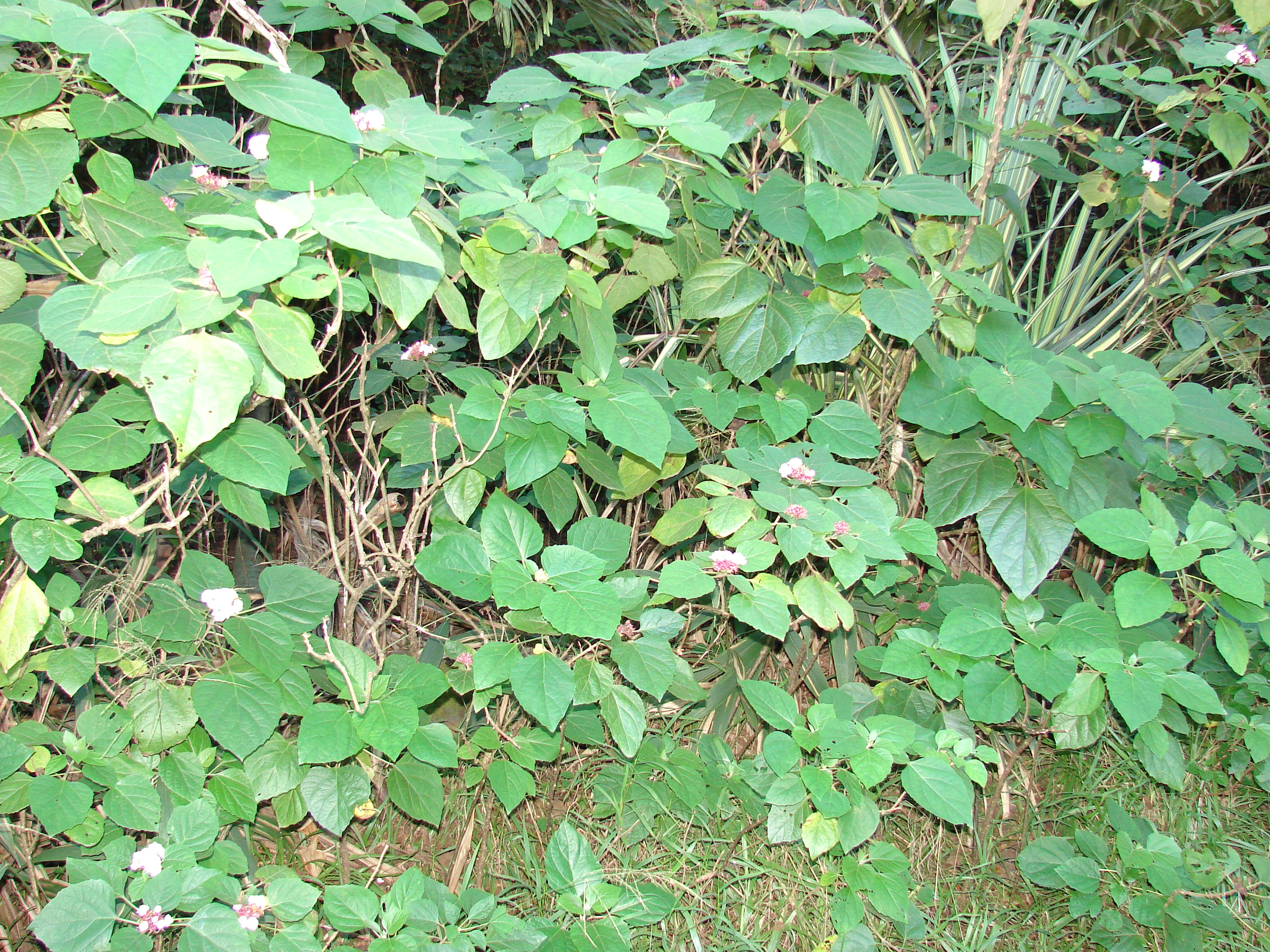
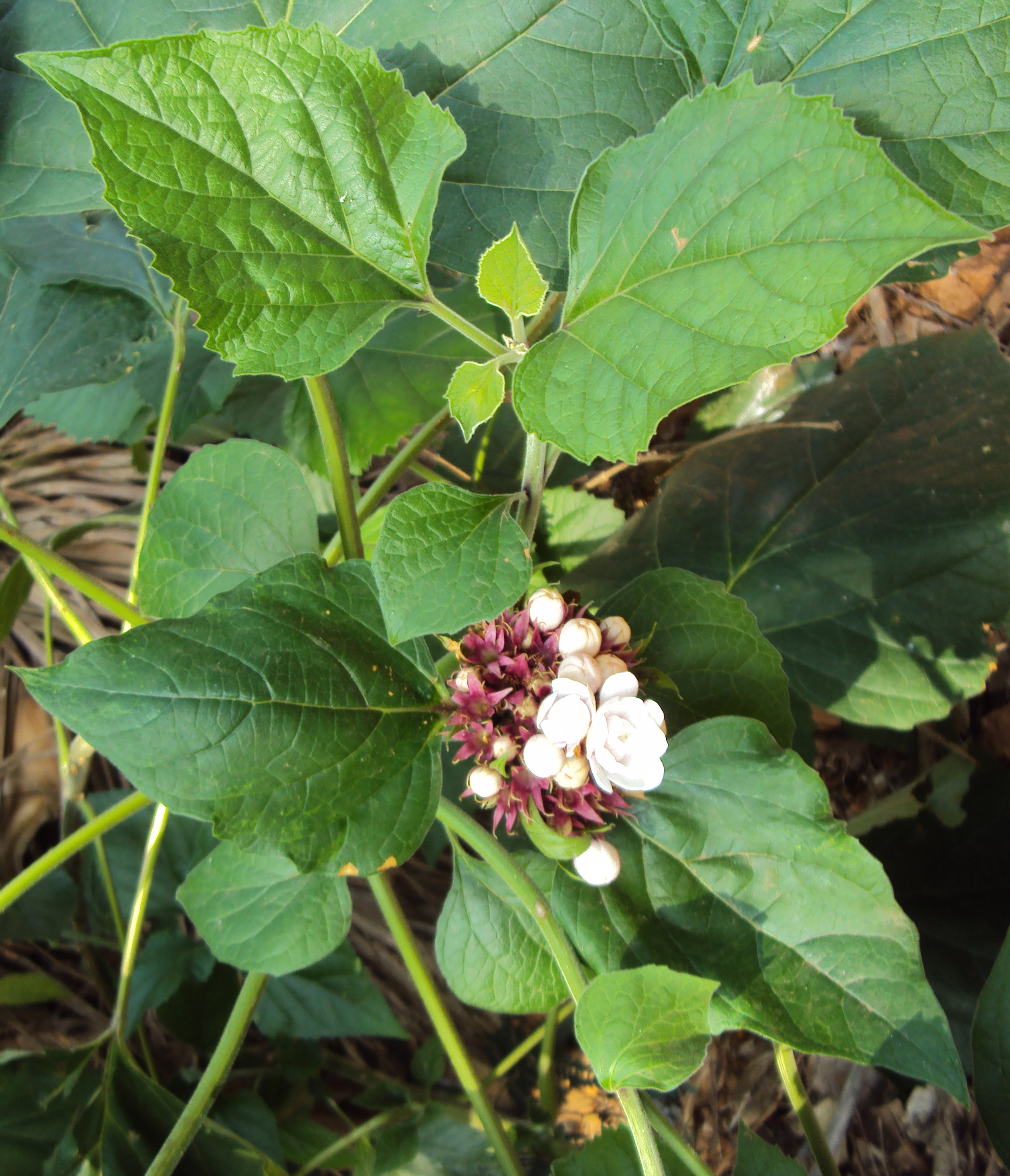